# Massey Heights
Massey Heights är en kulle i Antarktis. Den ligger i Västantarktis. Argentina, Chile och Storbritannien gör anspråk på området. Toppen på Massey Heights är 365 meter över havet.
Terrängen runt Massey Heights är kuperad, och sluttar norrut. Trakten är glest befolkad. Närmaste befolkade plats är Mendel Polar Station, 19,7 kilometer norr om Massey Heights. 